# Horní Čepí
Horní Čepí (německy Ober Czep) je malá vesnice, část obce Ujčov v okrese Žďár nad Sázavou. Nachází se asi 2 km na východ od Ujčova. Obec je nositelem čestného titulu "Partyzánská obec". V letech 1944 - 1945 v obci a v okolí aktivně působily partyzánské skupiny Jermak, Zarevo (Záře), Kozina. V roce 1975 byl mezi obcemi Dolní a Horní Čepí u odbočky na Chlébské vybudován památník odbojové činnosti těchto skupin a místních obyvatel. V roce 2009 zde bylo evidováno 28 adres. V roce 2001 zde trvale žilo 10 obyvatel.
Horní Čepí je také název katastrálního území o rozloze 1,38 km².